# Relaciones China-Vietnam
Las relaciones entre Vietnam y China (en chino: 中越关系 , pinyin : Zhōng-Yuè Guān Xì ; en vietnamita: Quan hệ Việt–Trung) han ido y venido durante miles de años. A pesar de sus antecedentes sinosféricos y socialistas, siglos de conquista por parte del predecesor imperial de la China moderna han hecho que Vietnam desconfíe del gobierno chino. Aunque China ayudó a Vietnam del Norte durante la guerra de Vietnam, las relaciones entre las dos naciones se deterioraron después de la caída de Saigón en 1975 y la reunificación vietnamita en 1976. La causa fundamental fue la expulsión vietnamita de los Jemeres Rojos, que se habían vuelto genocidas, del poder en Camboya, un partido que China había apoyado. China invadió Vietnam en 1979, comenzando la guerra sino-vietnamita. Se produjeron incursiones y escaramuzas transfronterizas, en las que China y Vietnam libraron una guerra fronteriza prolongada de 1979 a 1990. Desde entonces, ambas partes han trabajado para mejorar sus lazos diplomáticos y económicos, aunque los dos países siguen en disputa sobre cuestiones políticas y territoriales en el Mar del Sur de China (o Mar del Este). China y Vietnam comparten 1.281 kilómetros de frontera terrestre. En 2014, una encuesta realizada por el Centro de Investigación Pew mostró que el 84% de los vietnamitas estaban preocupados de que las disputas relacionadas con el Mar de China Meridional pudieran conducir a un conflicto militar. Sin embargo, los dos países han estado luchando por la moderación, así como por la estabilidad presente y futura. Los partidos políticos de los dos países, aunque se han enfrentado a una serie de preocupaciones, desde entonces han mantenido lazos socialistas.

## Historia

### Historia temprana
China y Vietnam tuvieron contacto desde el período de los Reinos Combatientes chinos y la dinastía vietnamita Thục en el siglo III a. C., como se señala en el registro histórico vietnamita del siglo XV Đại Việt sử ký toàn thư. Entre el siglo I a. C. y el siglo XV d. C., Vietnam estuvo sujeto a cuatro períodos separados de dominación imperial china, aunque afirmó con éxito cierto grado de independencia después de la Batalla de Bạch Đằng en el año 938 d. C.

### Periodo imperial
Después de que Vietnam obtuviera su independencia en el año 939 d. C., ocurrieron una serie de guerras entre China y Vietnam en las que Vietnam, en su apogeo, atacó China durante la Guerra Lý-Song, en la que la dinastía Lý invadió China e incluso ocupó varios condados en lo que ahora es Guangxi y Guangdong. Ese sería el factor principal para el posterior conflicto entre China y Vietnam. La dinastía Ming invadió Vietnam y lo ocupó en lo que sería la Cuarta Era de la Dominación del Norte, solo para ser derrotada 20 años después por el ejército del líder rebelde Lê Lợi, quien luego fundó la dinastía Lê Posterior en Vietnam. La dinastía Qing también había intentado reinstalar al último emperador Lê en el trono como un títere, pero fue derrotado por el emperador Quang Trung en 1789.
En 1884, durante la dinastía Nguyễn de Vietnam, la dinastía Qing y Francia lucharon en la guerra sino-francesa, que terminó con una derrota china. El Tratado de Tientsin reconoció el dominio francés en Vietnam e Indochina, lo que supuso el final de la influencia china formal en Vietnam y el comienzo del período colonial francés de Vietnam.
Tanto China como Vietnam enfrentaron la invasión y ocupación del Japón imperial durante la Segunda Guerra Mundial, y Vietnam permaneció bajo el dominio de la Francia de Vichy. En las provincias chinas de Guangxi y Guangdong, los revolucionarios vietnamitas, dirigidos por Phan Bội Châu, habían concertado alianzas con los nacionalistas chinos, el Kuomintang, antes de la guerra al casar mujeres vietnamitas con oficiales del Ejército Nacional Revolucionario de China. Sus hijos tenían una ventaja ya que podían hablar ambos idiomas, por lo que trabajaron como agentes de los revolucionarios, difundiendo sus ideologías a través de las fronteras. Los franceses vieron con alarma el matrimonio mixto entre chinos y vietnamitas. Los comerciantes chinos también se casaron con mujeres vietnamitas y proporcionaron fondos y ayuda para los agentes revolucionarios.

### Guerra Fría
Finalizada la Segunda Guerra Mundial, un mandato de las Naciones Unidas, contó con 200.000 soldados chinos, dirigidos por el general Lu Han, enviados por Chiang Kai-shek a Indochina al norte del paralelo 16 con el objetivo de aceptar la rendición de las fuerzas de ocupación japonesas. Las tropas permanecieron en Indochina hasta 1946. Los chinos utilizaron el Việt Nam Quốc Dân Đảng, la versión vietnamita del Kuomintang chino, para aumentar su influencia en Indochina y presionar a sus oponentes. Sin embargo, las fuerzas de ocupación chinas permitieron a la República Democrática de Vietnam de Ho Chi Minh más influencia que las autoridades de ocupación del ejército británico en el sur.  Chiang Kai-shek amenazó a los franceses con la guerra para obligarlos a negociar con Ho Chi Minh. En febrero de 1946, Chiang obligó a los colonos franceses a entregar todas sus concesiones en China y renunciar a sus privilegios extraterritoriales a cambio de retirarse del norte de Indochina y permitir que las tropas francesas volvieran a ocupar la región.
|  | Misiones diplomáticas vietnamitas en China - Beijing (embajada) - Guangzhou (consulado) - Kunming (consulado) - Nanning (consulado) - Shanghái (consulado) | Misiones diplomáticas chinas en Vietnam - Hanói (embajada) - Ho Chi Minh City (consulado) - Da Nang (consulado) |

#### Guerra de Vietnam
Junto con la Unión Soviética, la República Popular China fue un importante aliado estratégico de Vietnam del Norte durante las guerras de Indochina . El Partido Comunista Chino proporcionó armas, entrenamiento militar y suministros esenciales para ayudar al Norte comunista a derrotar al imperio colonial francés imperialista, al Vietnam del Sur capitalista y a su aliado Estados Unidos, entre 1949 y 1975. Según los informes, durante 1964 a 1969, la China comunista envió más de 300.000 soldados, en su mayoría en divisiones antiaéreas para combatir en Vietnam. Sin embargo, los comunistas vietnamitas seguían sospechando de los intentos percibidos de China de aumentar su influencia sobre Vietnam. Durante la Conferencia de Ginebra de 1954 que puso fin a la primera guerra de Indochina, el primer ministro chino, Zhou Enlai, instó a la delegación del Viet Minh a aceptar la partición en el paralelo 17, lo que se consideró una traición.
Vietnam fue un campo de batalla ideológico durante la ruptura sino-soviética de la década de 1960. Después del incidente del Golfo de Tonkin de 1964, el primer ministro chino, Deng Xiaoping, prometió en secreto a los norvietnamitas mil millones de yuanes en ayuda militar y económica si rechazaban toda la ayuda soviética.[cita requerida]

#### Conflictos sino-vietnamitas 1979-1990
Finalizada la guerra de Vietnam, la guerra entre Camboya y Vietnam provocó tensiones con China, que se había aliado con Camboya Democrática.  Eso y los estrechos vínculos de Vietnam con la Unión Soviética hicieron que China considerara a Vietnam como una amenaza para su esfera de influencia regional.  Las tensiones aumentaron en la década de 1970 por la opresión del gobierno vietnamita de la minoría Hoa (vietnamita de etnia china) y la invasión de Camboya controlada por los Jemeres Rojos . Al mismo tiempo, Vietnam expresó su desaprobación de que China refuerce los lazos con Estados Unidos desde la Cumbre Nixon-Mao de 1972. En 1978, China puso fin a su ayuda a Vietnam, que había firmado un tratado de amistad con la Unión Soviética y establecido amplios lazos comerciales y militares.
El 17 de febrero de 1979, el Ejército Popular de Liberación de China cruzó la frontera vietnamita pero se retiró el 5 de marzo, después de que una campaña de dos semanas devastara el norte de Vietnam y amenazara brevemente la capital vietnamita, Hanói. Ambos bandos sufrieron pérdidas relativamente grandes, con miles de bajas. Las conversaciones de paz posteriores se rompieron en diciembre de 1979 y China y Vietnam comenzaron una importante acumulación de fuerzas a lo largo de la frontera. Vietnam fortificó sus ciudades y distritos fronterizos y colocó hasta 600.000 soldados. China colocó 400.000 soldados en su lado de la frontera. Se produjeron combates esporádicos en la frontera a lo largo de la década de 1980, y China amenazó con lanzar otro ataque para forzar la salida de Vietnam de Camboya.

### 1990-presente
Con la disolución de la Unión Soviética en 1991 y la salida de Vietnam de Camboya en 1990, los lazos entre China y Vietnam comenzaron a mejorar. Ambas naciones planearon la normalización de sus relaciones en una cumbre secreta en Chengdu en septiembre de 1990 y normalizaron oficialmente sus relaciones en noviembre de 1991. Desde 1991, los líderes y altos funcionarios de ambas naciones han intercambiado visitas. China y Vietnam reconocieron y apoyaron al gobierno de Camboya posterior a 1991, y se apoyaron mutuamente en su intento de unirse a la Organización Mundial del Comercio (OMC).  En 1999, el secretario general del Partido Comunista de Vietnam, Le Kha Phieu, visitó Pekín, donde se reunió con el secretario general del Partido Comunista Chino, Jiang Zemin, y anunció la directriz conjunta de 16 palabras (unos acuerdos) para mejorar las relaciones bilaterales; en el año 2000 se emitió una Declaración Conjunta para la Cooperación Integral En 2000, Vietnam y China resolvieron con éxito disputas de larga data sobre su frontera terrestre y derechos marítimos en el Golfo de Tonkin, incluida la cesión de tierras que rodean el Paso de la Amistad a China. Un acuerdo conjunto entre China y la ASEAN en 2002 marcó un proceso de resolución pacífica y garantías contra los conflictos armados. En 2002, Jiang Zemin realizó una visita oficial a Vietnam en la que se firmaron numerosos acuerdos para expandir el comercio y la cooperación y resolver disputas pendientes. En el 2020, para la celebración del 75.º Día Nacional de Vietnam, el secretario general del Partido Comunista Chino, Xi Jinping, y su igual vietnamita, Nguyễn Phú Trọng, reafirmaron sus lazos bilaterales mientras miraban hacia atrás diciendo: "En los últimos 70 años, aunque ha habido algunos avances y altibajos en las relaciones bilaterales, la amistad y la cooperación siempre han sido el flujo principal".

#### Lazos comerciales
China es el principal socio comercial de Vietnam, teniendo en cuenta que este forma parte de alrededor del 22,6 % del valor total de las exportaciones de Vietnam y el 30 % de las importaciones de Vietnam.
Las exportaciones de Vietnam a China incluyen petróleo crudo, carbón, café y alimentos, y China exporta productos farmacéuticos, maquinaria, petróleo, fertilizantes y repuestos de automóviles a Vietnam. Ambas naciones están trabajando para establecer un "corredor económico" desde la provincia china de Yunnan hasta las provincias y ciudades del norte de Vietnam y zonas económicas similares que unen la provincia china de Guangxi con las provincias vietnamitas de Lạng Sơn y Quang Ninh, y las ciudades de Hanói y Haiphong. Se han abierto enlaces aéreos y marítimos y una línea ferroviaria entre los países, junto con puertos marítimos a nivel nacional en las provincias y regiones fronterizas de los dos países. Además, se lanzaron empresas conjuntas, como Thai Nguyen Steel Complex, pero el trato finalmente fracasó, lo que resultó en la quiebra de la empresa estatal Thai Nguyen Iron and Steel VSC y la retirada de China Metallurgical Group Corporation del proyecto.
Las inversiones chinas en Vietnam han aumentado desde 2015, alcanzando los 2.170 millones de dólares en 2017. Con el Acuerdo Transpacífico de Cooperación Económica propuesto, se anticipó que Vietnam ofrecería más acceso a los mercados regionales para las empresas afiliadas chinas.

#### Nuevas tensiones por el territorio marítimo
En junio de 2011, Vietnam anunció que sus militares realizarían nuevos ejercicios en el Mar de China Meridional. China había expresado previamente su desacuerdo sobre la exploración petrolera vietnamita en el área, afirmando que las Islas Spratly y las aguas circundantes eran parte de su territorio soberano. La defensa del Mar de China Meridional fue citada como una de las posibles misiones del primer portaaviones de la Armada del EPL de China, el Liaoning, que entró en servicio en septiembre de 2012.